# هاچیسون وامپو

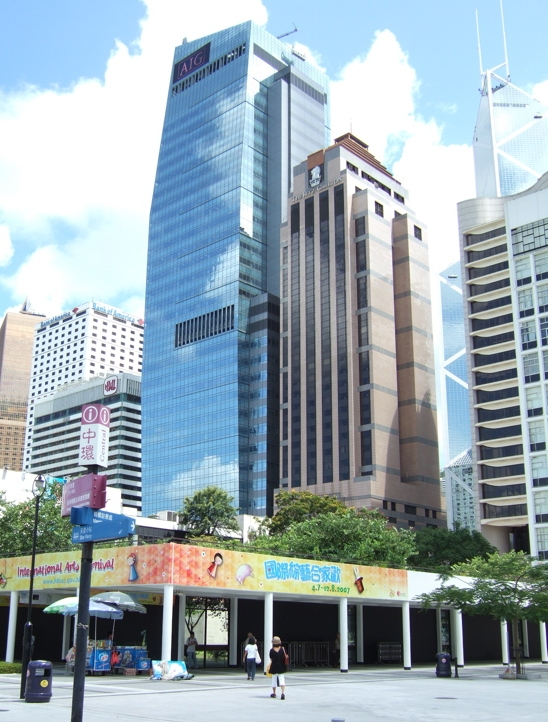
ساختمان مرکزی هاچیسون وامپو در هنگ کنگ

هاچیسون وامپو (به انگلیسی: Hutchison Whampoa) شرکت سرمایه‌گذاری هنگ کنگی است، که در فهرست ۵۰۰ شرکت بزرگ جهان، که هر ساله تحت عنوان فرچون ۵۰۰ منتشر می‌شود، قرار دارد. این شرکت همچنین یکی از بزرگترین شرکت‌های فهرست شده در بازار بورس اوراق بهادار هنگ کنگ بود.
شرکت هاچیسون وامپو در سال ۱۸۶۳ توسط یک بازرگان بریتانیایی، بنام جان دافلون هاتچیسون تأسیس شد و هم‌اکنون یک شرکت بین‌المللی، با مجموعه‌ای متنوع از منابع است، که شامل بزرگترین بندر جهان، عملیات مخابراتی در ۱۴ کشور، تحت نام تجاری هاچیسون۳جی؛ از جمله این دارایی‌ها می‌باشند.
فعالیت‌های اقتصادی شرکت هاچیسون نیز شامل خرده‌فروشی، توسعه دارایی‌ها و ساخت زیرساخت‌ها می‌باشد. ۴۹ درصد از سهام این شرکت متعلق به گروه چونگ کنگ است و لی کا-شینگ ثروتمندترین فرد حال حاضر آسیا و هشتمین فرد ثروتمند جهان، به‌عنوان رییس هیئت مدیره این شرکت فعالیت می‌نماید.